# NEARシューメーカー
NEARシューメーカー（ニア シューメーカー、NEAR Shoemaker）は、アメリカ航空宇宙局(NASA)のディスカバリー計画の一環として行われた、地球近傍小惑星・(433)エロスを探査するミッション、または探査機の名前である。
元々探査機の名前は「NEAR (Near Earth Asteroid Rendezvous; 地球近傍小惑星接近計画)」であったが、エロス探査前に亡くなった、計画の重要人物ユージン・シューメーカーを偲び、ミッション終了後、「NEARシューメーカー」と改名された。

## 概要
NEARは、太陽系形成の仕組みを解明するに当たって非常に重要な手掛かりとなる地球近傍小惑星である、エロスを探査する。このミッションでは、エロスの大きさ、形状、質量、密度、組成、地表と内部の構造及び磁場の詳細な探査が行われることとなった。
エロスとの遭遇に先立ち、NEARは小惑星（253）マティルドを接近飛行することとなった。1997年6月27日、NEARはマティルドから2400 kmの距離を接近通過しながら観測を行った。
NEARは、1999年1月にエロスと遭遇し、軌道を周回しながら約1年間エロスを探査する予定であった。しかし、軌道修正に誤差動が生じたため、1998年12月、計画はスイングバイへ変更された。この結果、エロスとの遭遇は2000年2月に延期された。
1998年1月、NEARは地球スイングバイを終えてエロスに向かった。そして2000年2月14日、NEARはエロスとのランデブーに成功し、小惑星の軌道に到着した最初の探査機となった。

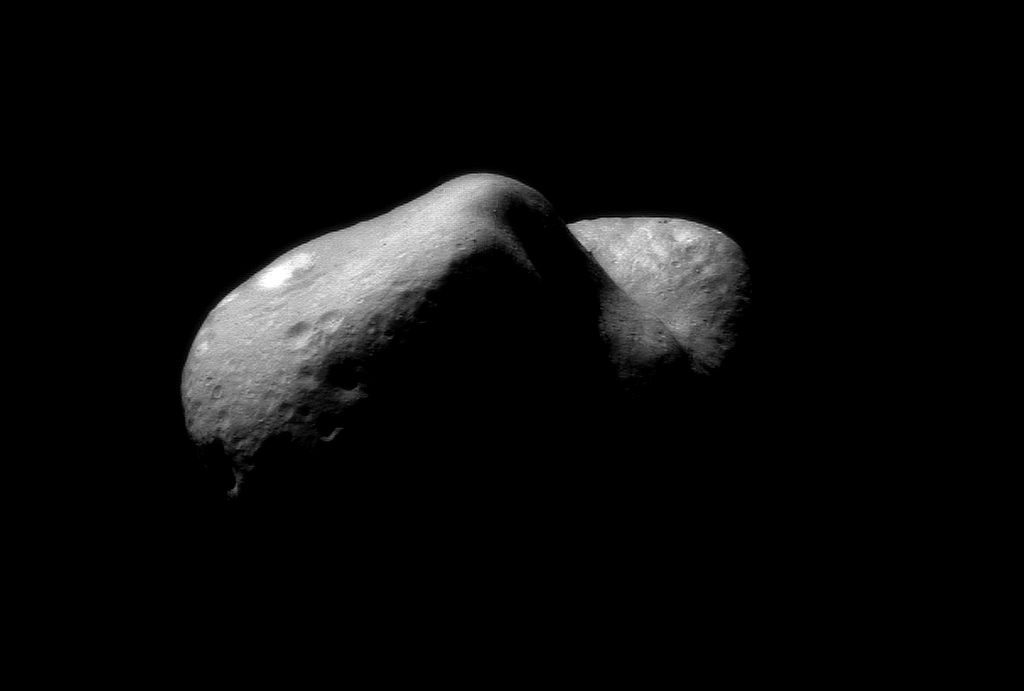
小惑星エロス

その後、主に地表から20 - 40 kmの範囲の軌道を周回し、時には地表3 kmの低空周回をしながら、エロスの形状、起伏に富んだ地表、地表を覆うレゴリス、溝や尾根といった地表の地形、そしてクレーターなど、計画を遥かに上回る16万枚以上の画像を撮影した。
小惑星の地形図作成が完了した後、エロスへの軟着陸が行われた。元々、探査機は着陸用には設計されていなかったが、今後の小惑星探査ミッションのために、実験的に着陸を行うことになった。成功する確率は1%以下だと言われていたが、無事成功した。

## 日程
- 1996年2月17日：デルタIIロケットで打上げ。
- 1997年7月28日：小惑星（253）マティルドに接近。
- 1998年
  - 1月23日：地球でスイングバイを行う。
  - 12月20日：小惑星へ向うための最初のランデブー噴射の際、原因不明のトラブルにより通信と制御を失い、27時間に渡ってコンタクトを完全喪失。翌1999年1月10日に周回軌道に投入する当初計画を放棄[1]。
- 2000年2月14日：エロスの周回軌道へ入る。
- 2001年
  - 2月12日：エロスへの軟着陸成功。引続き、ガンマ線分光計で地表成分分析を行う。
  - 2月28日：全ミッション終了。
  - 3月14日：「NEARシューメーカー」へ改称。

## 探査機器
- マルチスペクトル撮像カメラ
- 近赤外線分光計
- X線・ガンマ線分光計
- 磁力計
- レーザー距離測定器
- 電波科学機器
- 重力計